# The Home Depot

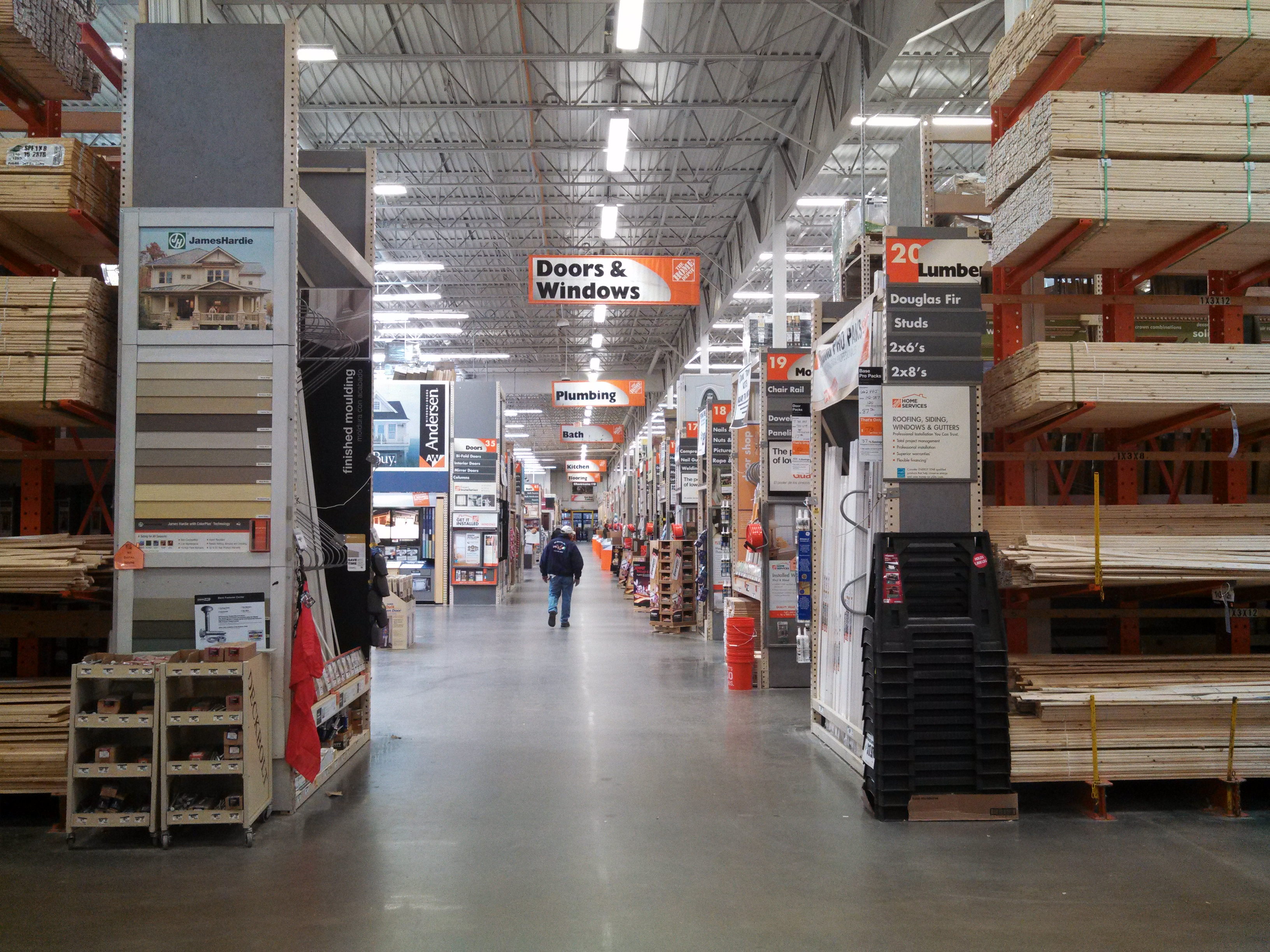

The Home Depot, Inc. este cel mai mare retailer american specializat în vânzarea de produse de bricolaj, materiale de construcție și grădinărit cu sediul în Comitatul Cobb, Georgia și cu o adresă poștală în Atlanta. Este al doilea retailer ca mărime din lume după Walmart, cu vânzări de peste 100 de miliarde de dolari și un profit de 8,6 miliarde de dolari. În 2018 compania ocupa locul 121 în topul celor mai mari companii din lume conform Forbes Global 2000, și are o capitalizare de aproximativ 220 miliarde de dolari .
Include peste 1980 de magazine în Statele Unite, 182 în Canada.